# 파이어도리
파이어도리(ファイヤー通り)는 일본 도쿄도 시부야에 있는 도로로, 마루이시티 시부야점 앞에서 요요기공원 초입에 있는 기시기념체육관에 이어지는 길이 약 600m 거리의 거리이다. 파이어라는 독특한 이름이 붙은 것은 이 거리에 시부야 소방서가 있기 때문이다.